# Zdzisław Gosiewski
Zdzisław Gosiewski (ur. 1949) – polski inżynier, profesor nauk technicznych. Specjalizuje się w dynamice i sterowaniu maszyn, mechatronice oraz mechanice stosowanej. Profesor zwyczajny na Wydziale Mechanicznym Politechniki Białostockiej, w Wyższej Szkole Oficerskiej Sił Powietrznych w Dęblinie oraz w warszawskim Instytucie Lotnictwa.

## Życiorys
Karierę naukową rozpoczął na Wydziale Mechanicznym Wyższej Szkoły Inżynierskiej w Koszalinie (od 1996 Politechnika Koszalińska), gdzie został zatrudniony w 1974. Na koszalińskiej uczelni pełnił w latach 1990-1993 funkcję kierownika Zakładu Mechaniki Technicznej (od 1991 na stanowisku profesora nadzwyczajnego). Następnie pracował jako kierownik Grupy Diagnostycznej Silników Turbinowych Instytutu Lotnictwa w Warszawie (1994-1996) i profesor tego Instytutu (od 1993). W latach 1993–2004 pracował także jako profesor na Wydziale Mechatroniki Wojskowej Akademii Technicznej w Warszawie. Następnie wykładał na Politechnice Koszalińskiej (2002-2005) i rozpoczął pracę jako profesor zwyczajny w Wyższej Szkole Oficerskiej Sił Powietrznych w Dęblinie (od 2005). Od 2004 zatrudniony także na Wydziale Mechanicznym Politechniki Białostockiej (od 2005 kierownik Katedry Automatyki i Robotyki). Habilitował się z mechaniki teoretycznej na Wydziale Samochodów i Maszyn Roboczych Politechniki Warszawskiej w 1990 na podstawie oceny dorobku naukowego i rozprawy pt. Aktywne sterowanie drganiami wirników. Tytuł naukowy profesora nauk technicznych został mu przyznany w 1999.
Swoje prace publikował m.in. w takich czasopismach jak: „Aerospace Science and Technology”, „Mechanical Systems and Signal Processing” oraz „Solid State Phenomena”.
Członek Stowarzyszenia Inżynierów i Techników Mechaników Polskich (1974-1993), Komisji Nauk Technicznych PAN (od 2012) oraz Sekcji Podstaw Konstrukcji Komitetu Budowy Maszyn PAN (od 1996). Promotor 16 doktoratów.
Wyróżniony wieloma nagrodami. Odznaczony m.in. Medalem Komisji Edukacji Narodowej (dwukrotnie: 1993, 2001), Srebrnym Krzyżem Zasługi (2000) oraz Złotym Medalem za Wieloletnią Pracę (2009).
W 2016 został członkiem Podkomisji ds. Ponownego Zbadania Wypadku Lotniczego pod Smoleńskiem, powołanej przy Komisji Badania Wypadków Lotniczych Lotnictwa Państwowego przez ministra obrony narodowej Antoniego Macierewicza.